# 海老川

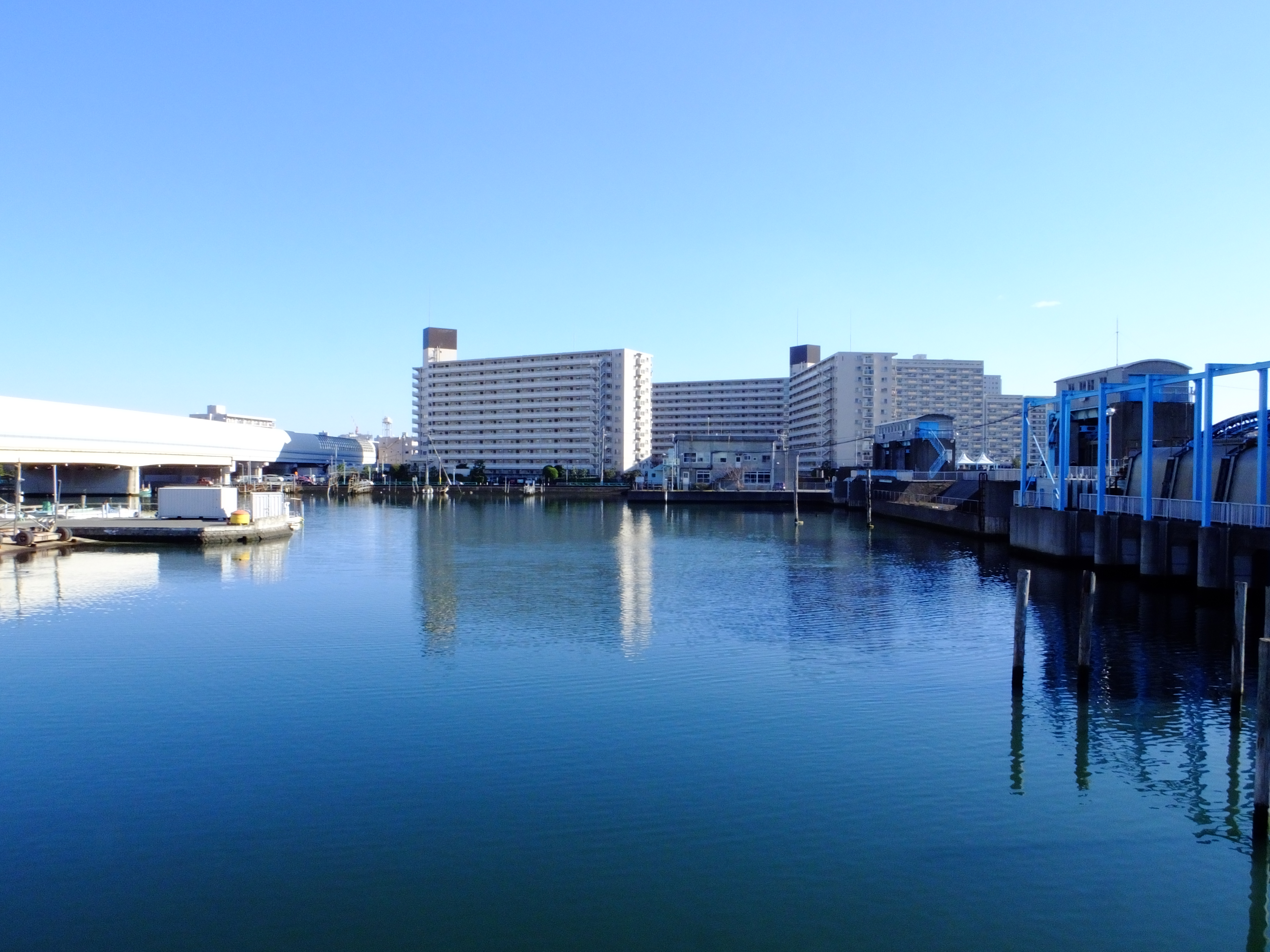
湊橋より、京葉道路（左）と海老川水門（右）

海老川（えびがわ）は、千葉県船橋市中央部を流れる海老川水系本流の二級河川。日本武尊の東征の際に、地元民が小舟を並べて橋を渡したという、船橋の地名の由来となった河川である。

## 地理・環境
船橋市金杉6丁目にある御滝山金蔵寺御滝不動尊の湧水を水源とし、西へ流れる。船橋市立金杉台小学校の裏手より、金杉台団地を囲うように流れてゆく。団地を抜け、鎌ケ谷市方面から南流してきた金杉川を合わせると田地に入る。船橋市立夏見総合運動公園手前で南へ曲がり、ゆるやかな谷津から平野部へと入る。両岸には河川の沿道が現れ、夏見7丁目付近で念田川を合わせる。河川幅が広がり、以降は約1kmほどの間両岸に桜並木道が続く。東町の東葉高速線橋梁付近で飯山満川を、さくら橋手前で前原川をそれぞれ東から合わせ、南西へと流れる。船橋市地方卸売市場の敷地を抜け、更に長津川を西から合わせて中心市街地を貫流する。国道14号（千葉街道）の船橋橋（ふなばしはし）が海老川の河口となっている。
内水面域では東から花輪川を合わせる。西岸には多くの漁船が停泊しており、京葉道路を越えると海老川水門（船橋排水機場・海老川排水機場）となる。水門の先は船橋港が広がり、東岸が船橋港親水公園である。湾岸道路（国道357号・東関東自動車道）の海老川大橋及びJR京葉線を越えると、東京湾へ辿り着く。三番瀬の最東部に位置している。
念田川合流地点より上流部は北谷津川（きたやつがわ）と呼ばれ、「海老川」は一般的にはそれより下流部を指す。北谷津川区間を合わせた流路延長7,456mのうち、八栄橋上流端より下流2,670mが二級河川に指定されている。支川数が多く流域は船橋市の3割を占め、支流の金杉川上流部分は一部鎌ケ谷市にも跨る。下総台地に位置するが総じて起伏が緩やかであり、水源と河口との標高差はあまりない。小さい河川だが江戸時代にはもっと水量が多く、下流では五大力船が方向転換をすることができたという。現在では台地の住宅開発に伴う河川流入の水量の減少や治水工事、河川整備によって水量も少ないが、ごく近年まで大雨などによって洪水などの災害をたびたび起こしていた。
二級河川指定区間は両岸に散策道やベンチ等が整備され、「海老川ジョギングロード」としてジョギングにも利用されている。河口東岸からスタートし、本流から長津川・船橋総合運動公園を経由し北谷津川に出て、本流へ戻るルートが想定されており、道中にポイントとして「海老川造形道標十福像」が設置されている。1985年（昭和60年）10月10日に部分完成し、当初は一番から十番まで順路通りの10体であったが、その後中間に増やされ現在は14体となっている。元女子マラソン選手の有森裕子も練習で使用し、その功績を称えた記念碑として八栄橋付近に足形のモニュメントが設置されている。また散策道のうち富士見橋より上流区間は桜並木となっており、ソメイヨシノ・ヤエザクラが約500本植えられている。

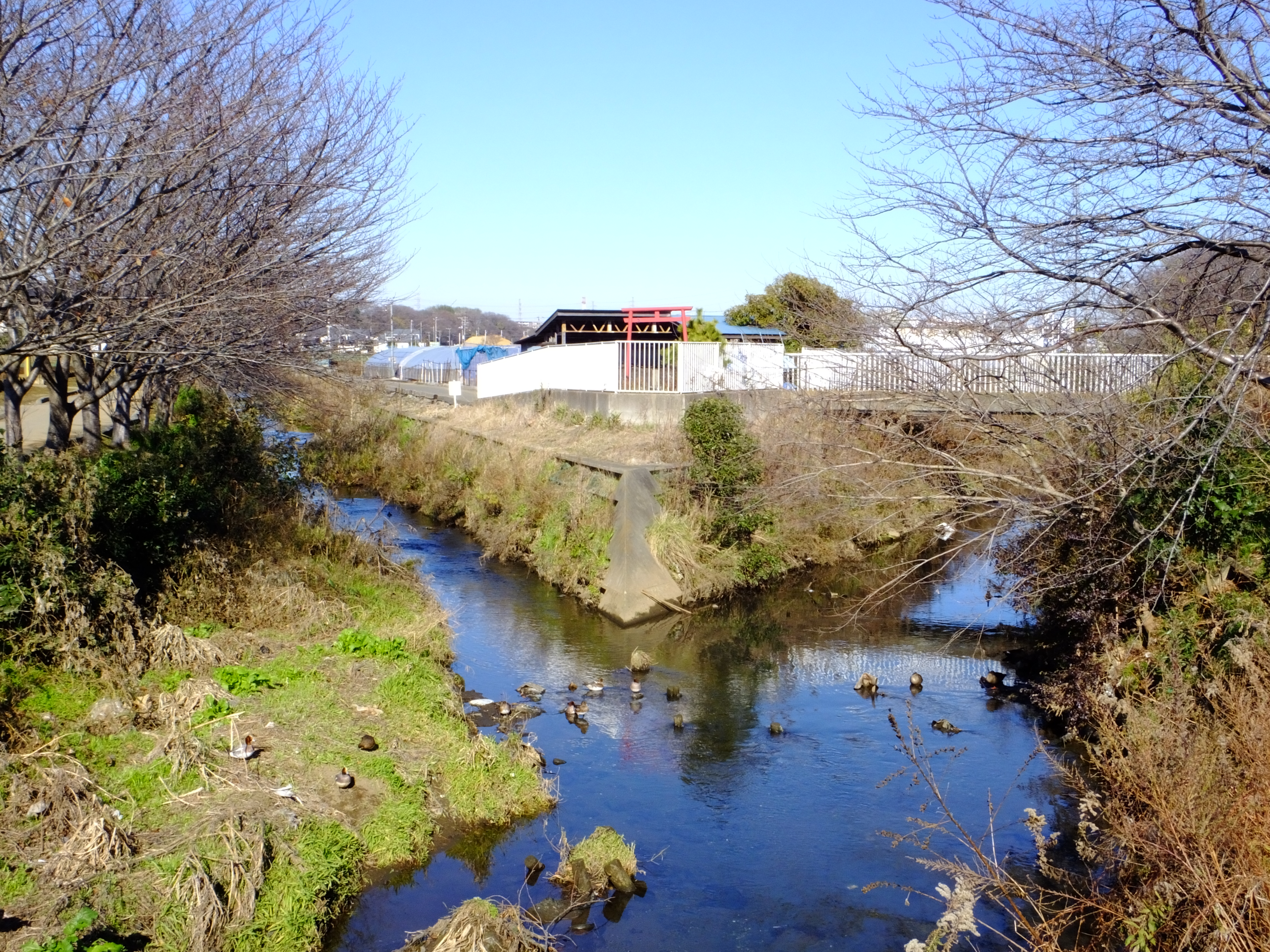
北谷津川（左）と念田川（右）の合流地点
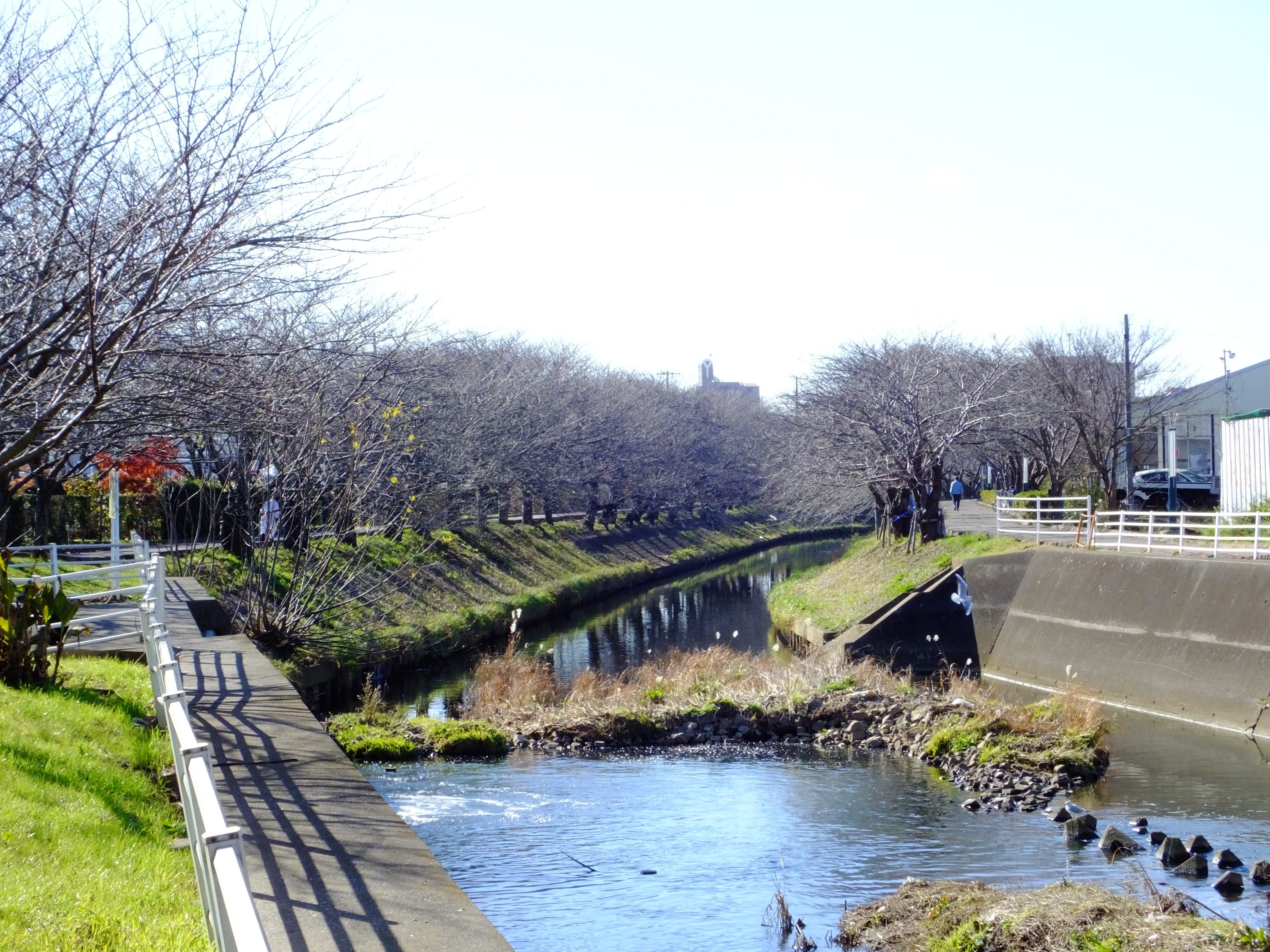
八栄橋から富士見橋まで続く海老川の桜並木
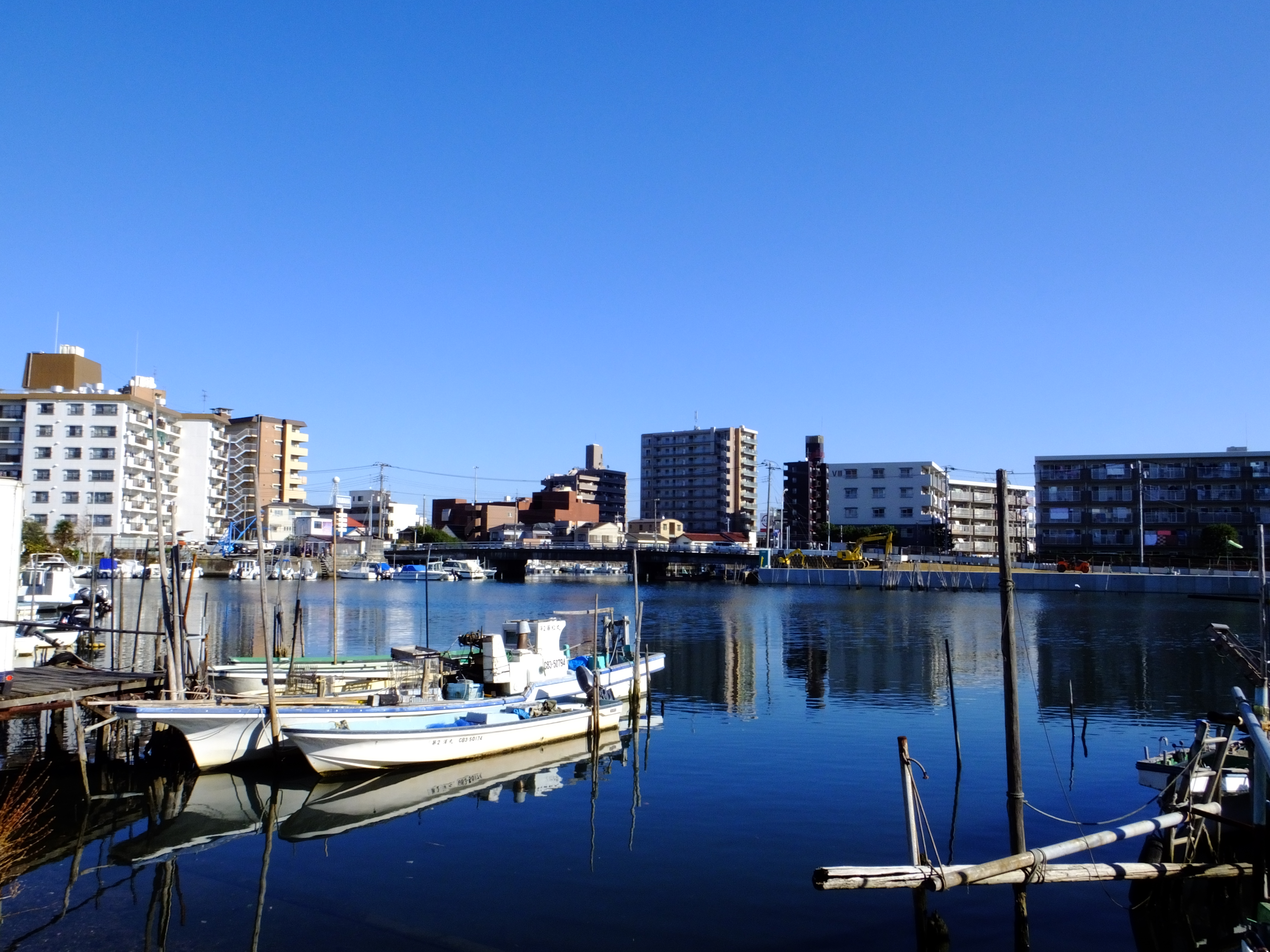
内水面の漁船停泊域、奥に新船橋橋

### 名称の由来
古代には大日川（おおいがわ）と呼ばれていた。「海老川」への名称変化については説が複数存在する。一般的に広く知られている話では、鎌倉時代にこの地を通りがけた源頼朝公に対し村人が大日川で取れた海老を献上したことから頼朝が「海老川」と名付けたとされているが、これはただの伝説にしかすぎない。他にも大日川が海老のように激しく、蛇行していたことに由来する説や手長海老が多く生息していた為その名称となったなど諸説存在する。

## 治水

### 海老川土地改良事業
海老川は船橋の農業・商業・漁業の中心として長らく親しまれてきた河川である。かつては中心市街地の北部は一面が水田であったが、戦後しばらくして食糧需給が安定してくると、コメ生産の合理化を図る必要が生じた。そのため中流域では昭和30年代以降、「海老川土地改良区」として大規模な耕地整理が行われた。この事業は1960年代に終了し、一定の成果を収めることができた。これを受け1970年（昭和45年）に市街化区域・市街化調整区域の区分がなされ、かつての農地の大部分が市街化調整区域に指定された。その地域では道路整備や商業施設の建設が進み、水田だった頃とは見違えるほどの変貌を遂げている。
なお土地改良事業の竣功を記念して、さくら橋下流に記念碑と多くの石像が建てられている。そこには当時の自由民主党副総裁であり、千葉県を地盤として船橋市政にも大きな影響をもたらした川島正次郎の名が刻まれている。

### 第一期河川改修
1950年代以降、流域の都市化が急速に進展した。市街化率は昭和30年代に17%であったものが、40年代で33%、50年代で50%、昭和末期には65%となっている。それに従い、主に台風によって氾濫をたびたび起こすようになった。海老川本流は1958年（昭和33年）6月6日告示により既に二級河川指定を受けていたが、千葉県主導による中小河川改修事業（都市河川改修事業）に着手したのは1976年（昭和51年）度からである（対象は前原川合流地点より下流1,870m）。その後も台風に加え梅雨前線に伴う水害が多発し、特に1986年（昭和61年）8月の台風10号による大雨は、流域に浸水家屋2,426戸・田畑冠水81ha・被災額約50億円の被害をもたらした。これを受け同年9月29日、海老川の河川改修事業のうち長津川合流地点から海老川橋までの830mが激甚災害対策特別緊急事業（激特事業）に認可され、その後1990年（平成2年）度までの5年間で55億円が投入された。支流の長津川も1982年（昭和57年）12月28日告示で二級河川に指定され、1983年（昭和58年）度から貝塚川合流地点より下流2,935mについて中小河川改修事業（長津川都市小河川改修事業）に着手。ところがこちらも1984年（昭和59年）6月・7月に連続して梅雨前線による豪雨に見舞われ、それぞれ浸水家屋605戸・2,064戸の被害をもたらした。各所において護岸の倒壊も発生したため、向田川合流地点から船橋駅北口十字路付近までの2,274mについて海老川より一足先に河川災害復旧助成事業の認定を受け、その後1988年（昭和63年）度までの5年間で103億円が投入された。
これらの河川改修事業において市街地中心部では拡幅工事がなされ、143戸の家屋移転・12haの用地提供を伴った。第一期改修工事は1992年（平成4年）2月20日に完成し、海老川橋下流にその旨が記録された記念碑が設置された。

### 更なる河川改修と調整池整備
1973年（昭和58年）に設立された「海老川水系治水対策委員会」にて、暫定計画では河道整備・調節池建設により時間雨量50mm対応、将来計画では施設の更なる掘り込みなどにより時間雨量70mm対応とする治水計画が策定された。河川法改正後の1997年（平成9年）12月には「海老川流域懇談会」が設立され、有識者や地元団体との連携を図っている。
前述の第一期改修工事によって富士見橋より下流の暫定整備（時間雨量30mm程度に対応）が完了し、引き続き上流部分の整備が進められている。事業内容は河道拡幅・掘削・築堤（時間雨量50mm対応目安）、そして前原川合流地点付近での計画面積22ha（うち収用対象19.17ha）に及ぶ海老川調節池の整備である。この調節池は東町南西部の大部分（前原川より北側）、及び市場2丁目・5丁目（前原川より南側）にわたる広大なもので、前者が海老川・後者が前原川に係るものとして役割が分離されている。暫定計画では49万立方メートル、将来計画では55万立方メートルの貯水容量となり、治水安全度の向上を目指している。しかしこの付近は約320人もの地権者が絡む地区であり、用地買収には非常に長い期間を要している。そのため第一期改修工事に並行して1979年（昭和54年）度より、国庫補助の治水緑地事業として用地買収が続けられているが、地権者が激しい反対運動を起こしている。当初はすぐ北側を通る東葉高速線（東海神 - 飯山満間）に新駅「船橋中央駅」が設置され、駅周辺での区画整理（海老川上流土地区画整理事業）を含めた街づくりが行われることを前提としていたが、路線建設時においても線内で最も土地収用に難儀した地域であり、やはり地権者の反対運動によって進捗が見られず、2010年頃には事実上の頓挫（開発業者の撤退）を迎えている。
それでも用地買収が進むにつれ、1999年（平成11年）8月に県・市と地元の関係団体により「海老川調節池多目的利用検討委員会」が発足し、2001年（平成13年）3月に調節池の具体的な整備構想の策定が行われた。それによれば、河川に接する部分の大半を水辺テラスとし、東町部分の北東画は雑木林、他に多目的広場を設けることとしている。そして2001年（平成13年）6月26日に「海老川調節池を市民と活用する会」が発足し、環境学習・環境保全を目的とした活動が行われている。2006年（平成18年）度には用地の一部である前原川左岸で暫定調節池の掘削や越流堤工事を施し、前原川の雨水の流入先とした。これにより富士見橋上流の海老川は時間雨量35mm対応へと引き上げられている。
海老川調節池を含む改修事業は完了が2016年（平成28年）度に設定された。しかし事業の遅れにより調節池の供用開始は2030年（平成42年）度までずれ込むこととなっている。対応方針については、土地収用が最終段階（9割完了）に入り今後の事業進捗の目途が立ったこと、そして飯山満駅周辺での宅地開発の進展による飯山満川からの雨水流出増加が見込まれることなどから、2013年（平成25年）度の再評価においては事業継続の方針を打ち出している。
河道整備については予定通り遂行され、海老川・長津川ともに1994年（平成6年）にて全区間の改修を終えた。その後1996年（平成8年）9月に台風17号が来襲し、観測史上最大の総雨量257mmを記録。富士見橋上流が被災を受けたため、1997年（平成9年）度まで河川災害関連事業によって、当該区間（907m）の部分改修が行われた。桜並木はこの際に植樹されたものである。同時に前原川も改修が5年繰り上げて実施され、時間雨量50mmに対応できる状態となったため、現在は調節池の完成待ち状態にある。

## 水質

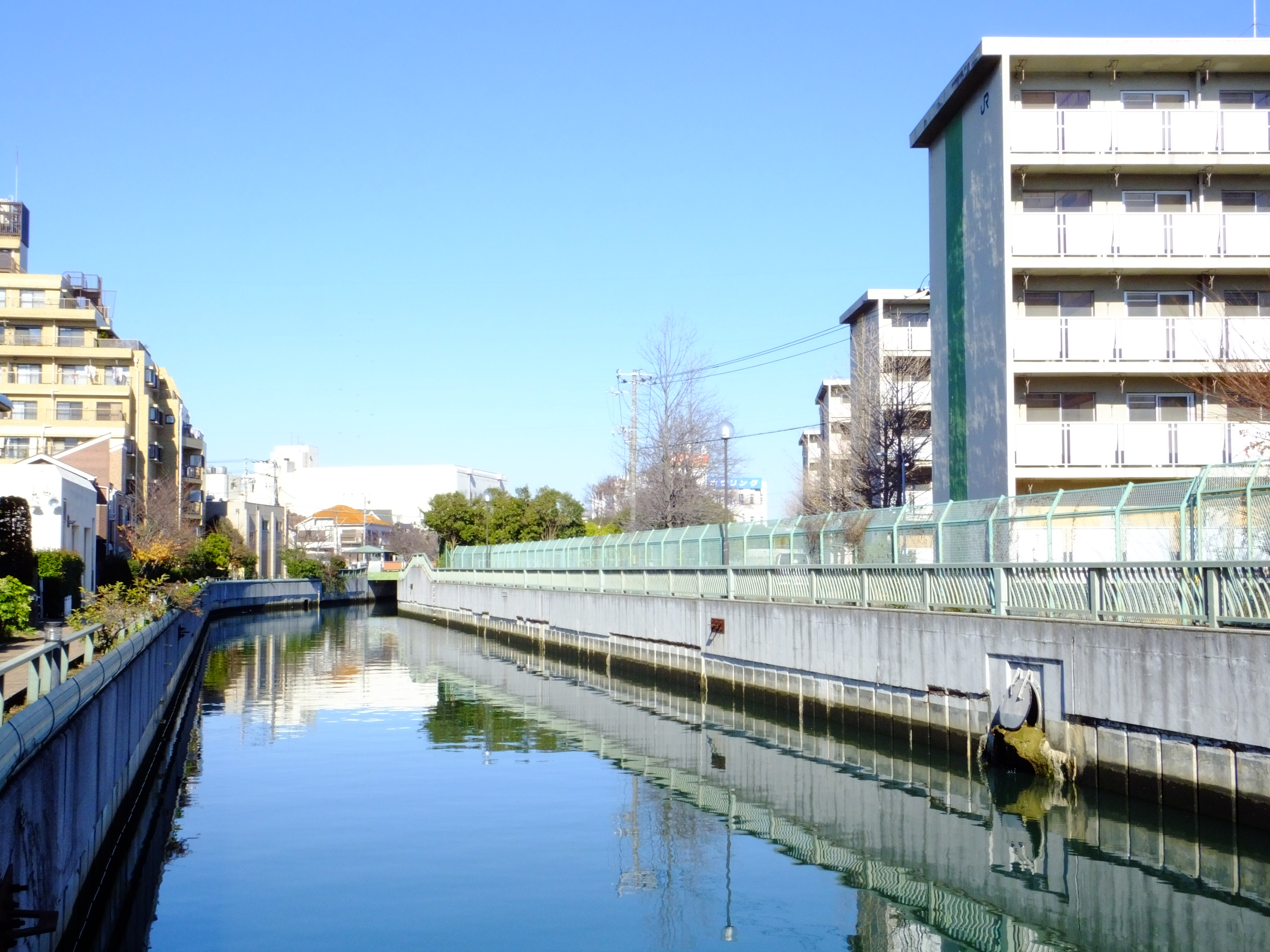
JR船橋市市場町住宅の脇を流れる海老川

流域都市化の進行と同時に、海老川の水質も問題視されるようになった。これは下水道普及の遅れが主因であり、高瀬下水処理場が運用開始された1999年（平成11年）度で普及率41%であった。夏見など上流部において低水準であり、源流に近いほど汚れているという状況であったが、2012年（平成24年）では普及率75%となり、水質も改善傾向にある。八千代橋で測定されているBOD値は1990年（平成2年）度22mg、1994年（平成6年）度16mg、1999年（平成11年）度10mg、2009年（平成21年）度4.6mgとなっている。
海老川・長津川は1990年（平成2年）6月28日、建設省（当時）の「ふるさとの川モデル河川」整備計画に認定されている。水質をめぐっては、都市化により水循環の流れが変化し、洪水頻発の一方で平常時の流量が少なく、また水質が悪い等の問題点を解消するため、1995年（平成7年）度に建設省が指定した水循環再生の必要性が高いモデル地域（現在全国6流域）のうちの一つとなっている。これを受けて1996年（平成8年）3月、千葉県・船橋市・鎌ケ谷市が学識者・市民団体・住宅都市基盤整備公団などを交えた「海老川流域水循環再生構想検討協議会」を発足し、1998年（平成10年）3月に基本方針を示した「海老川流域水循環再生構想」を策定した。各機関の役割分担がなされ、地下水の涵養・地盤沈下防止や公園緑地の保全、多自然型川づくりなどが掲げられている。諸施策の実行へ向けて同年10月に「海老川流域水循環再生推進協議会」を発足し、1999年（平成11年）12月に年次計画として「海老川流域水循環系再生行動計画」を策定した。これに基づき、助成制度を活用した合併処理浄化槽や雨水浸透ますの普及、道路の透水性舗装推進などに努めている。流路上においても、支流域を含めた浄化施設の設置、都市河川再生対策事業に基づく浚渫の実施などが行われてきた。
更に水量減少への対応策として、印旛沼流域の下水道高度処理水を還元する試みも行われている。2006年（平成18年）度に支流の長津川と飯山満川にて工事が完了し、2007年（平成19年）10月より放流が開始されている。放流は週2回・8時間ずつ（雨天時には実施せず）であり、水質向上とともに流量が平常時の3 - 6倍に増加するといった改善がみられる。

## 主な橋
| 向田橋 |  | 八栄橋 |
| 向田橋 |  | 八栄橋 |

| 鷹匠橋 |  | 富士見橋 |
| 鷹匠橋 |  | 富士見橋 |

| 太郎橋 |  | 新海老川橋 |
| 太郎橋 |  | 新海老川橋 |

| 九重橋 |  | 丸山橋 |
| 九重橋 |  | 丸山橋 |

| 栄橋 |  | 万代橋 |
| 栄橋 |  | 万代橋 |

| 海老川橋 |  | 八千代橋 |
| 海老川橋 |  | 八千代橋 |

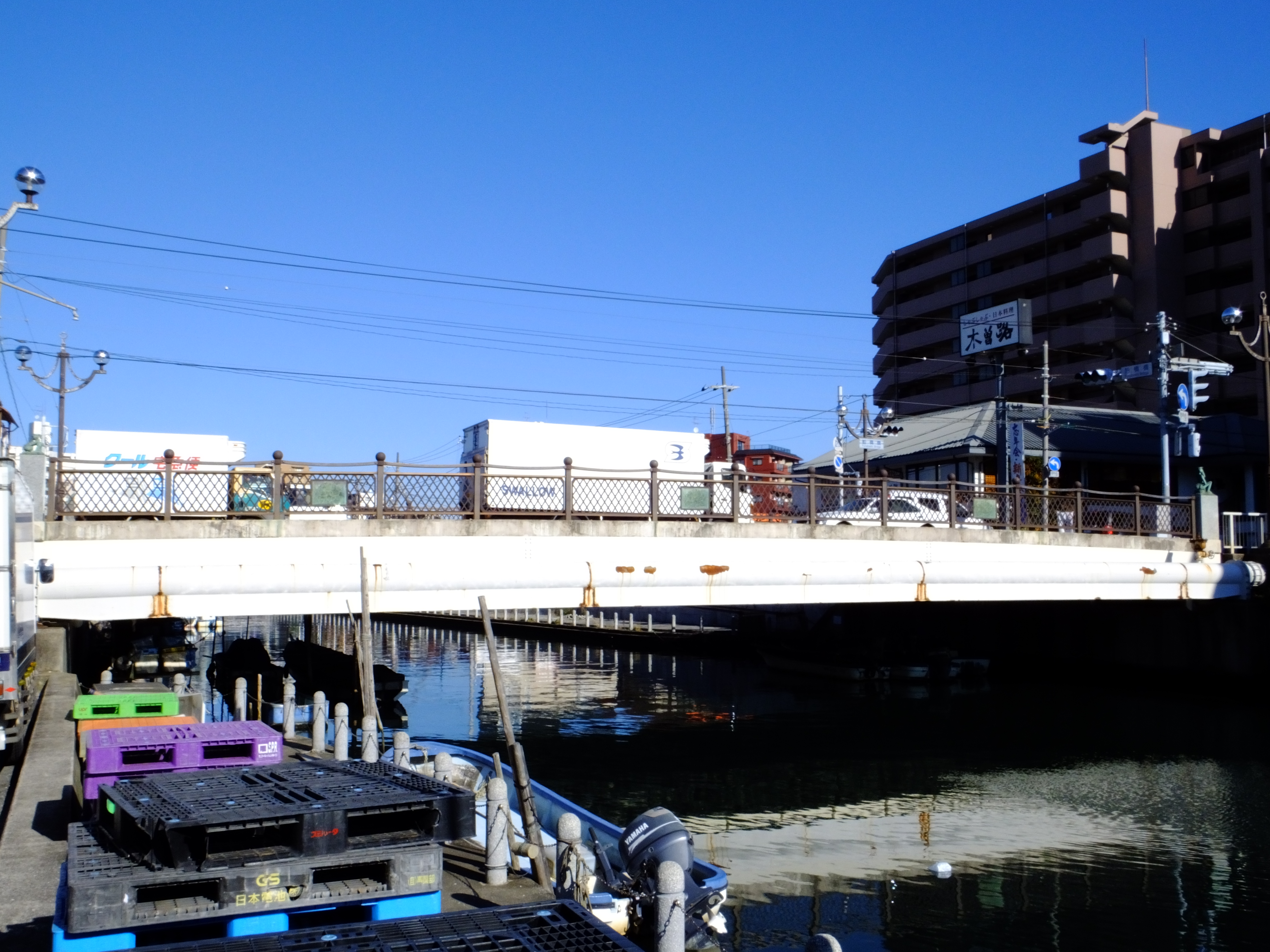
船橋橋

海老川の中でも比較的古くから架橋されている13の橋には各々異なるテーマが設定されており、欄干にはそれに応じた特徴的な造形があしらわれている。これらは1986年（昭和61年）から1992年（平成4年）にかけて、河川改修に伴い架け替えられ現在の姿になった。上流部より掲載し、そのうち「海老川十三橋」に数えられるものは太字としている。
- 念田橋（念田川）
- 向田橋（念田川）

海老川ではなく支流の念田川に架かる橋で、農業をイメージして餌をついばむ2羽のキジのレリーフが設置されている。
- 八栄橋

スポーツをイメージし、スポーツ健康都市のシンボルである「汗一平」の像が設置されている。
- 東葉高速線橋梁
- 鷹匠橋

海老川に架かる唯一の木造橋で、歴史と自然をイメージして空を飛ぶ鷹のレリーフが設置されている。江戸時代、将軍の徳川氏が鷹狩の様子を見る際のお立ち台として使っていたことが橋名の由来となっており、この橋より上流の夏見や米ヶ崎町、更にその奥の原野も「お鳥場」になっていたという。昭和30年代までは丸木橋が残っていたが、土地改良や河川改修に伴い撤去された。現在の橋は、その後の歴史的構築物の復活要望の高まりを受け、1989年（平成元年）6月に新しく架橋されたものである。
- さくら橋

橋に置かれた碑文には「堰、その役を終り、新橋に変ず、市民公募の橋名『さくら橋』に決す、誠に当を得たり」（平成12年6月4日）とあり、元来は堰堤であったものを橋とした経緯がある。
- 富士見橋 - 市場通り

船橋市地方卸売市場の北端に位置する。芸術をイメージして四季を表現する女性の像が4体設置されている。またこの橋と太郎橋の間では、両岸の欄干に海老が描かれている。
- 市場敷地内橋
- 市場敷地内橋
- 太郎橋

船橋市地方卸売市場の南端に位置し、長津川の合流地点となっている。日本の童話をイメージし、桃太郎・金太郎・浦島太郎・物くさ太郎の像が設置されている。1992年（平成4年）5月28日に除幕され、海老川13橋の中で最後の竣工となった。
- 海老川人道橋
- JR総武線橋梁
- 新海老川橋

人の和をイメージし、子供の楽隊の行進とばか面踊りのレリーフが設置されている。
- 初代橋

京成本線の旧橋梁跡地に2008年8月に開通。正式名称は「海老川12号橋」。
- 京成本線橋梁
- 九重橋

太宰治の旧居跡から徒歩2分であり、文芸をイメージして太宰の肖像と『走れメロス』の一節を刻んだレリーフが設置されている。
- 丸山橋

ボランティア精神をイメージし、市のボランティアキャラクター「さざんかさっちゃん」とボランティアの船の像が設置されている。
- 栄橋

音楽をイメージし、『手のひらを太陽に』の歌碑と「音楽的なよそおい」を表現した少女の像が設置されている。欄干が五線譜となっており、音符などが配列されている。
- 万代橋

欄干が絵巻物になっており、街の人々が海で遊泳する姿や海中生物が描かれている。
- 海老川橋

別名「長寿の橋」。中央は五大力船の先端部模型となっており、船橋市の地名の由来を記した碑文と泉重千代の手形のレリーフが設置されている。橋を境に西側の本町地区と東側の宮本地区とに分かれ、地域の結界とも言える橋である。
- 八千代橋

漁業をイメージし、追い込み漁などを表現したレリーフが設置されている。
- 船橋橋 - 国道14号（千葉街道）

海老川の河口にあたり、これより海側は船橋港となる。海へのロマンをイメージし、親子のカッパの像が設置されている。なおこの橋の南東には、花輪川の合流地点に架かる「新船橋橋」が存在する。
- 京葉道路
- 海老川水門

水門の管理用通路を徒歩または自転車で往来可能であり、浜町と湊町とを結ぶ生活道路の役割を担っている。西側には内水面域に架かる「湊橋」があり、こちらも徒歩・自転車専用。
- 海老川大橋 - 湾岸道路（国道357号・東関東自動車道）
- JR京葉線橋梁

## 支流

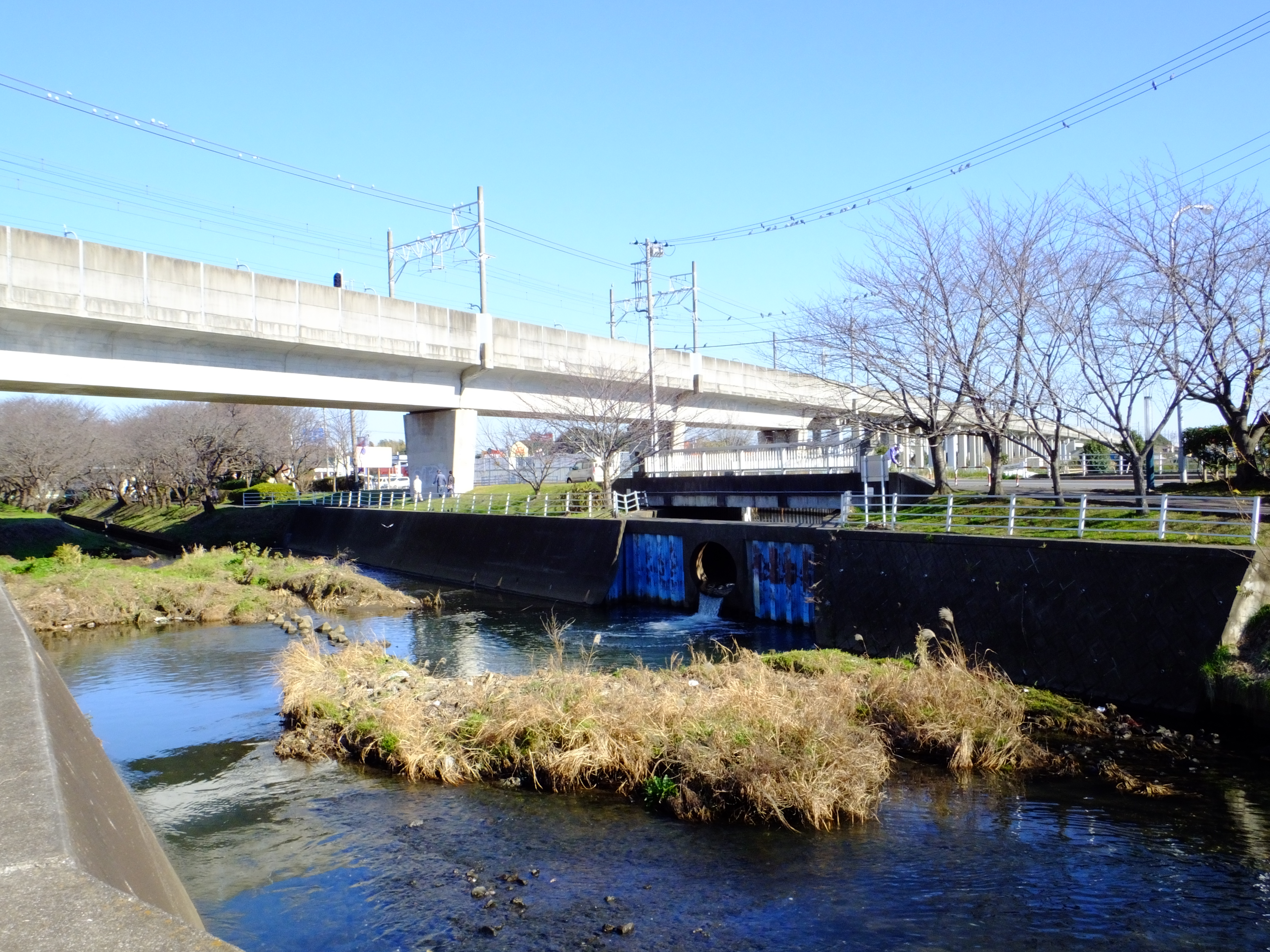
飯山満川の流入地点（東橋）

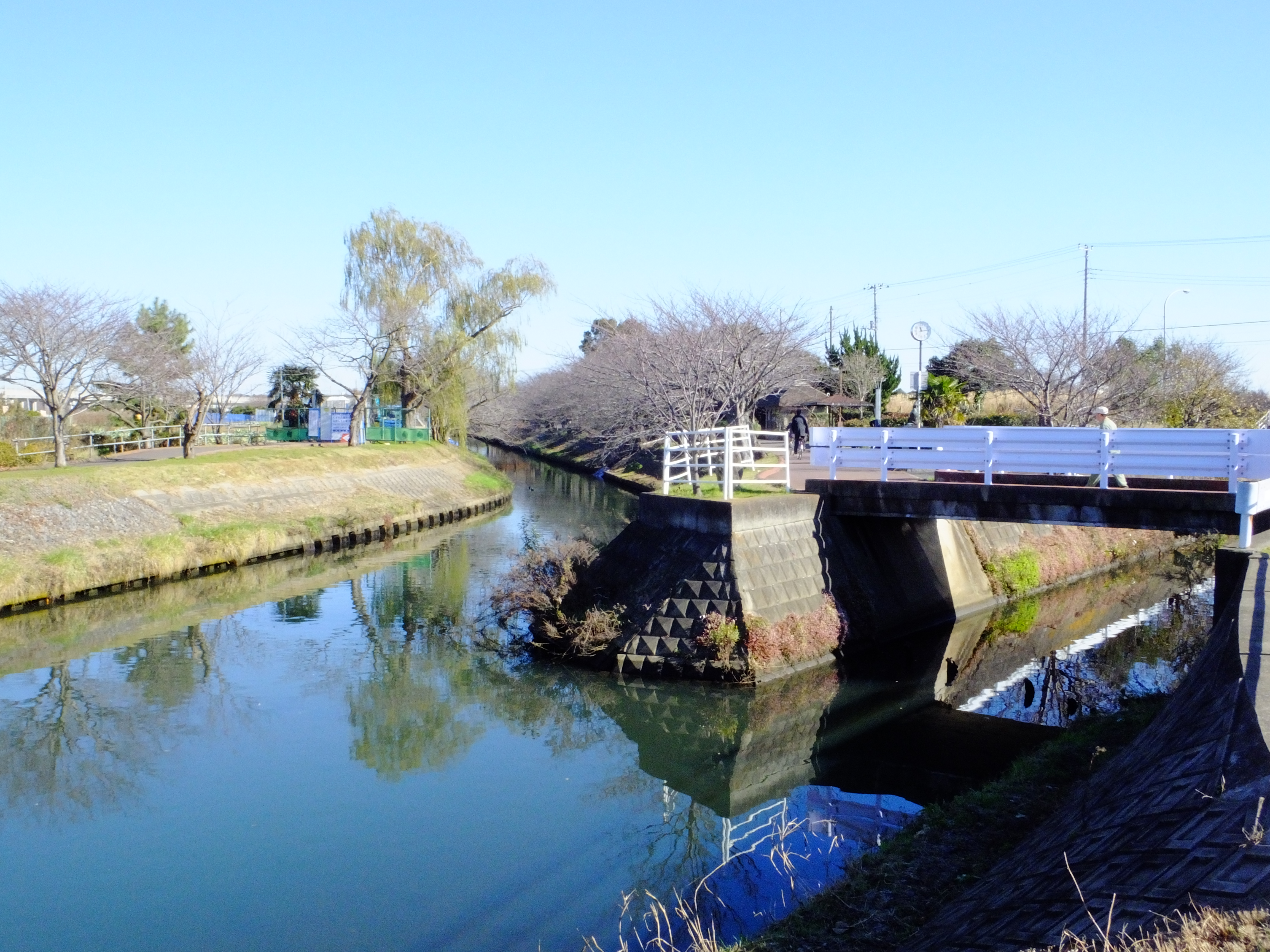
前原川の流入地点

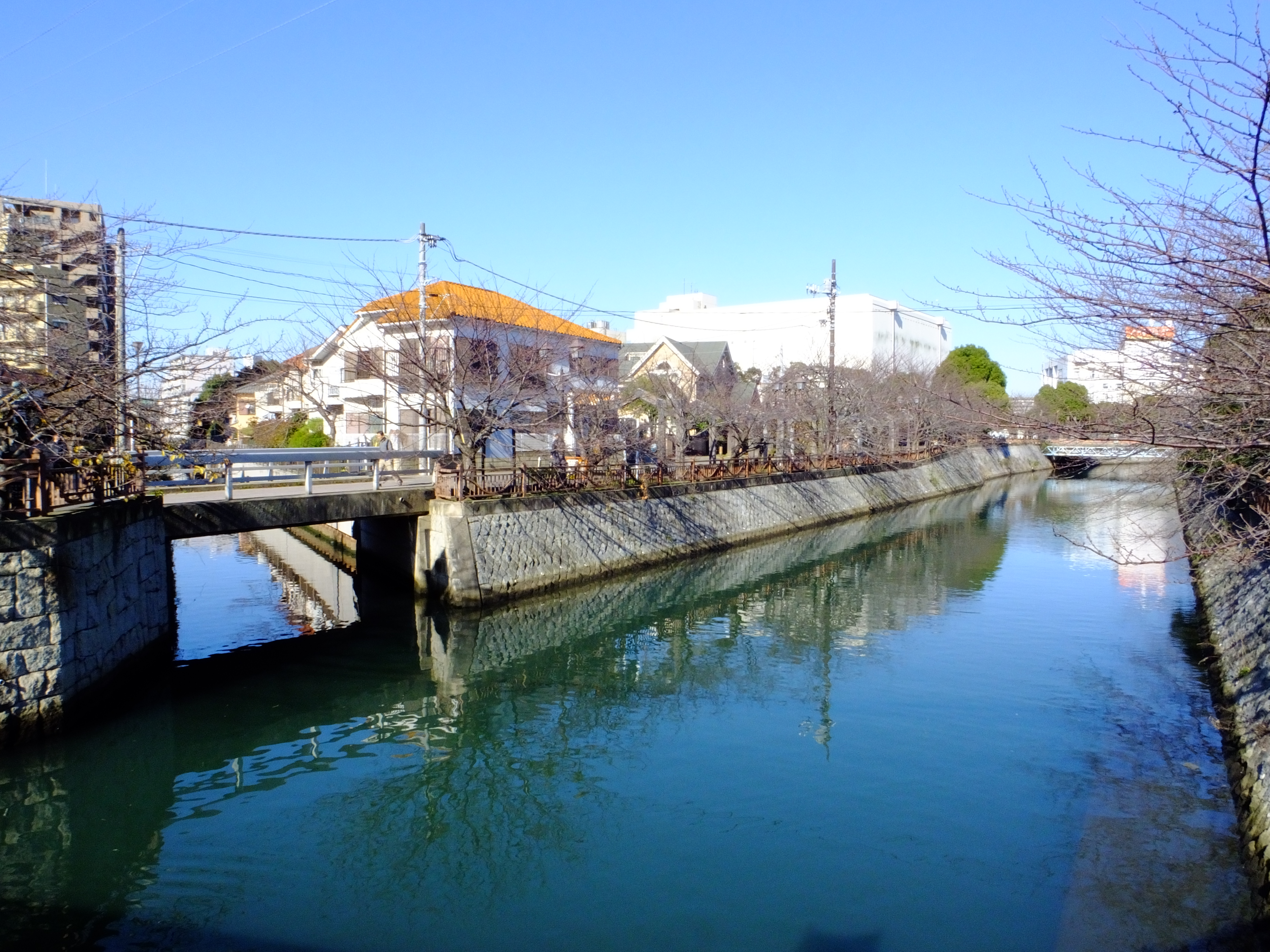
長津川の流入地点

上流より記載
- 金杉川
  - 金杉川支流
- 念田川
  - 高根川
  - 宮前川
- 飯山満川 - 二級河川
- 前原川 - 準用河川
  - 中野木川 - 準用河川
- 市場川
- 長津川 - 二級河川
  - 銅谷川
  - 貝塚川 - 準用河川
    - 塚田川

  - 向田川
  - 上長津川
- 宮本川
- 花輪川

## 参考資料
- 海老川流域懇談会（千葉県）
- 海老川流域水循環系再生構想（船橋市）
- 海老川水循環系再生構想について（千葉県）
- 十四の橋と文化財を巡るお散歩マップ（船橋市）
- 船橋のできごと昭和50年～昭和63年（船橋市）
- 船橋のできごと平成元年～平成7年（船橋市）
- 海老川・飯山満川の事業状況報告（海老川流域懇談会事務局）
- 海老川調節池を市民と活用する会
- 船橋市議会会議録　平成20年2月1日総務委員会（01号） - 海老川改修課長による治水史及び調節池概要の概観。